# 크로아티아 공산주의자동맹
크로아티아 공산주의자동맹(크로아티아어: Savez komunista Hrvatske)은 구 유고슬라비아 연방 내 크로아티아 지역 한정 정당이자, 연방 티토파 동맹의 하위 집단이었다. 1990년 유고슬라비아 내전의 여파로 크로아티아 사회민주당에 흡수되었다.

## 같이 보기
- 크로아티아의 역사
- 유고슬라비아 공산주의자동맹